# Sarita Reth
Sarita Reth (Nom Pen, 22 de diciembre de 1994) es una modelo, actriz y productora de cine camboyana. Fue coronada Miss Universo Camboya 2020, por lo que representó a su país en Miss Universo 2020. Como actriz, es conocida por su papel como Marima en Love9, un programa de televisión que aborda la salud sexual y reproductiva.

## Trayectoria
Comenzó su carrera en concursos de belleza y se inició en el elenco del programa de televisión Love9. Es conocida por ser una oradora franca sobre salud reproductiva entre los jóvenes camboyanos. Es embajadora de varias marcas en Camboya y ha participado en algunas películas.

## Filmografía

### Cine
| Año  | Título              | Director           | Rol        | Rol       | Rol              | Nota         |
| Año  | Título              | Director           | Producción | Actuación | Papel            | Nota         |
| ---- | ------------------- | ------------------ | ---------- | --------- | ---------------- | ------------ |
| 2016 | The Dinner          | Inrasothythep Neth |            | Sí        |                  | Cortometraje |
| 2017 | Kidnap              | Sophasak Kimann    |            | Sí        | Niña secuestrada | Cortometraje |
| 2018 | Hex                 | Rudolf Buitendach  |            | Sí        | Lillie           |              |
| 2019 | The Spell           | Amit Dubey         |            | Sí        | Lin              |              |
| 2019 | California Dreaming | Sreylin Meas       |            | Sí        |                  | Cortometraje |
| 2019 | Before the Rain     | Inrasothythep Neth |            | Sí        | Sarita           | Cortometraje |
| 2022 | Monsters            | Saravann Teja      | Sí         |           |                  | Cortometraje |
| TBD  | Sacred Scars        | Amit Dubey         |            | Sí        | Nila             |              |